# Encyclopedia of Indo-European Culture
A Encyclopedia of Indo-European Culture (EIEC), editada por J. P. Mallory e Douglas Q. Adams, foi publicada em 1997 por Fitzroy Dearborn. Mallory encarregou-se dos artigos arqueológicos, e Adams dos linguísticos. Colaboraram como subeditores muitos dos principais indo-europeístas da década de 1990.
Trata-se de um compêndio sobre todas as áreas dos estudos indo-europeus, a maioria de cujos artigos procedem de publicações acadêmicas.
Embora não se trata de uma obra polêmica, sim responde em parte às opiniões de Colin Renfrew sobre as origens do indo-europeu.